# Просветление
Просветление (англ. enlightenment) — современный термин, употребляемый для обозначения высшего или одного из высших духовных состояний в буддизме, в других традиционных системах духовного развития и в новых религиозных движениях.  Одним из первых в двадцатых годах XX века в  научной литературе на русском языке употребил этот термин востоковед Обермиллер Е. Е. в своём переводе «Истории буддизма» Будона. В этом переводе термином просветление переведён буддийский термин бодхи.  Обермиллер в своём переводе следовал уже сложившейся к тому времени в западной литературе традиции перевода термина бодхи словом enlightenment.
Ошо и другие многочисленные авторы движения Нью-эйдж и НРД популяризовали термин просветление и вынесли его за рамки буддизма. В настоящее время термином просветление могут называться высшие духовные состояния самых разных мистических путей духовного развития.

## Просветление и пробуждение
Термин пробуждение более близок к дословному переводу буддийского понятия бодхи чем термин просветление. Однако, согласно семантике русского языка, термин просветление больше подходит для описания высших духовных состояний, чем термин пробуждение, которым могут описываться духовные состояния более низкого порядка.

## Просветление и свет
Термин просветление до своей адаптации к буддийскому контексту использовался в христианской литературе в неразрывной связи с христианским понятием нетварного света и преображением человека под действием этого света.
В настоящее время исследователи религии компаративистского направления отмечают, что ощущение присутствия света (Света) внутри человеческого тела характерно для описаний высших духовных состояний практически всех религий и мистических течений ( в том числе: иудаизма, христианства, ислама, индуизма, буддизма, даосизма), что придаёт термину просветление универсальный характер.